# 李奧·沙普
李奧·沙普（英語：Leo Sharp，原名Leo Earl Sharp Sr.，1924年5月7日—2016年12月12日），又名El Tata，是一名美國的第二次世界大戰老兵、園藝家，以及錫納羅亞販毒集團分支的運毒販。
美國緝毒局特別探員Jeff Moore於2011年逮捕了沙普，並接受了《紐約時報》作家Sam Dolnick採訪關於世界上最老毒驢（drug mule）的調查。

## 早年
沙普出生於印第安納州的密芝根市，並且在密芝根州的底特律長大。

## 服兵役和榮譽
沙普打過第二次世界大戰中的意大利戰役，而且因其服役獲得銅星勳章。

## 園藝家生涯
沙普聲稱自己是一間最終破產的小型航空公司的老闆。沙普後來成為一名園藝家和花商，最出名是雜交受喜愛的新品種花朵，特別是萱草屬。沙普因為雜交新品種花朵而聞名世界。
沙普出產顏色鮮豔而相對小型的鮮花而受到歡迎。他最受歡迎的作品是Ojo Poco，這是一種21⁄2-英寸（64-）的杏黃色花，中心有一個紅色牛眼，他於1994年推廣。美國萱草學會的前主席Kevin P. Walek說「任何在他們的花園裡有100多種萱草屬的人都會憑眼睛認出它」。萱草屬「Siloam Leo Sharp」是以他的名字來命名的。
萱草屬的愛好者參觀了位於印第安納州密芝根市附近的沙普鮮花農場，他在那裡生活了數十年。沙普在密芝根市的鄰居們回憶起滿滿顧客的巴士在沙普的大門前外面等著買他的鮮花，幾乎都以他的生意Brookwood Gardens來命名。
沙普在全國各地進行過萱草屬演講和出席大會，並在他被捕時吹噓自己曾被邀請到白宮，在玫瑰園為總統喬治·H·W·布殊種花。

## 販毒
沙普對他的花卉生意的財務問題感到沮喪，隨後在他的密西根農場曾經接觸過的墨西哥籍勞工，招攬沙普為墨西哥的錫納羅亞販毒集團運送毒品。沙普在運送數千磅古柯鹼的期間成功避開執法偵查超過十年，使他在毒販中成為都市傳奇人物。
沙普曾使用一輛Lincoln Mark LT小貨車從美國南部邊境到密西根州的底特律每次運送100-300公斤的海洛因。該集團還利用沙普以同一輛小貨車從密西根州到亞利桑那州運送毒品，利潤超過200萬美元。
2011年10月，持有200公斤海洛因的87歲沙普，在美國緝毒局（DEA）領導的協調逮捕行動中被密西根州的警察拘捕。其被捕的畫面是在密西根州警察巡邏車的行車記錄器上拍攝的，並在《紐約時報》上發佈。
密芝根州東部地區助理檢察官Chris Graveline對這宗刑事調查起訴，最終起訴該集團的25名成員，其中包括沙普。
沙普被允許在法官Edmunds面前的判刑聽證會上發言。他對法官說：「我真的很傷心，我做了我做過的事，但事情已經完結了。」為了避免入獄，沙普做了一個最後而奇怪的請求。他提出透過種植夏威夷木瓜來支付他欠政府的50萬美元罰款，如果他可以避免坐牢的話。他告訴法庭「這很甜美的」。法院拒絕了這個提議並判處沙普入獄三年。他的辯護人聲稱沙普患有癡呆症，而且在監獄會健康不佳。沙普在2015年因健康狀況惡化而獲釋，只服刑一年。

## 逝世
沙普在2016年12月因自然去世，享年92歲。他被埋葬在檀香山的太平洋國家紀念公墓。

## 流行文化
2018年電影《毒行俠》改編自李奧·沙普的生活，由奇連·伊士活飾演Earl Stone（這角色基於沙普），以及畢列·谷巴飾演Colin Bates（這角色基於美國緝毒局探員Jeff Moore）。